# Lynn (Arkansas)
Pour les articles homonymes, voir Lynn.
Lynn est un village situé dans l’État américain de l'Arkansas, dans le comté de Lawrence.